# Barbutella padilla
Barbutella padilla is een vlinder uit de familie tandvlinders (Notodontidae). De wetenschappelijke naam van de soort is voor het eerst geldig gepubliceerd in 2010 door Paul Thiaucourt. De soort is de vooralsnog enige soort in het monotypische geslacht Barbutella.